# Ниемеля, Яри Калеви
Я́ри Ка́леви Ни́емеля (фин. Jari Kalevi Niemelä; 26 декабря 1957, Вааса — 5 июля 2022) — финский эколог, профессор биологических и экологических наук; ректор Хельсинкского университета (2018—2022).

## Биография
Окончил университет Умео и в 1988 году защитил докторскую диссертацию в Хельсинкском университете.
Является председателем финского отделения Всемирного фонда дикой природы.
С 1 августа 2018 года избран на пятилетний срок ректором Хельсинкского университета. В феврале 2022 года ушёл с поста ректора в связи с заболеванием раком.